# Australia New Zealand Cup i alpin skidåkning
Australia New Zealand Cup i alpin skidåkning är en årlig tävlingsserie i utförsåkning på skidor med tävlingar i Australien och Nya Zeeland, som arrangeras av det internationella skidsportförbundet FIS. Tävlingssäsongen är anpassad efter södra halvklotets vinter, så att den börjar i slutet av augusti och pågår till mitten av september.
Deltävlingarna körs i vintersportorter i Australien och Nya Zeeland.
Australia New Zealand Cup är en av fem kontinentalcuper under Världscupen. De övriga fyra kontinentalcuperna är Europacupen (i Europa), Far East Cup (i Kina, Sydkorea och Japan), South American Cup (i Chile och Argentina) samt Nor-Am Cup (i USA och Kanada).

## Vinnare

### Totalsegrare
| 1994/95 |                       |                     |                     |          |                              |                              |                       |          |
| 1995/96 |                       |                     |                     |          |                              |                              |                       |          |
| 1996/97 |                       |                     |                     |          |                              |                              |                       |          |
| 1997/98 |                       |                     |                     |          |                              |                              |                       |          |
| 1998/99 | Marco Sullivan        | Michael Dickson     | Peter Sanford       |          | Chemmy Alcott                | Tessa Pirie                  | Erika McLeod          |          |
| 1999/00 | Bradley Wall          | Todd Haywood        | Alexandre Levet     |          | Jeannette Korten             | Rowena Bright                | Alice Jones           |          |
| 2000/01 | Jono Brauer           | Todd Haywood        | Seung-wook Hur      |          | Rowena Bright                | Juri Takishita               | Stephanie Faivre      |          |
| 2001/02 | Jono Brauer           | Bradley Wall        | Michael Dickson     |          | Jenny Owens                  | Jeannette Korten             | Alice Jones           |          |
| 2002/03 | Jono Brauer           | Brian Bennett       | Bradley Wall        |          | Jenny Owens                  | Erika McLeod                 | Alana Gould           |          |
| 2003/04 | Luke Deane            | Jono Brauer         | Mickey Ross         |          | Erika McLeod                 | Nicola Campell               | Alana Gould           |          |
| 2004/05 | Jono Brauer           | Bradley Wall        | Luke Deane          |          | Ellen Hild                   | Jenny Lathrop                | Abbi B Lathrop        |          |
| 2005/06 | Björgvin Björgvinsson | Jono Brauer         | Bradley Wall        |          | Kirsten McGarry              | Tomi Crewes                  | Nicola Campell        |          |
| 2006/07 | Jono Brauer           | Demian Franzen      | Tim Cafe            |          | Pauline-Flor Socquet-Clerc   | Claire Dautherives           | Sarah Jarvis          |          |
| 2007/08 | Björgvin Björgvinsson | Brenton Fetterplace | Martin Harris       |          | Jana Ganterova               | Kirsten McGarry              | Janelle Miller        |          |
| 2008/09 | Björgvin Björgvinsson | Fredrik Nordh       | Arnaud Favre        |          | Katarzyna Karasinska         | Agnieszka Gasienica-Gladczan | Tereza Kmochova       |          |
| 2009/10 | Niklas Rainer         | Magnus Andersson    | Olivier Jenot       |          | Agnieszka Gasienica-Gladczan | Katarzyna Karasinska         | Florine De Leymarie   |          |
| 2010/11 | Espen Lysdahl         | Tim Lindgren        | Ryan Cochran-Siegle |          | Lotte Smiseth Sejersted      | Chloe Margrethe Fausa        | Barbara Kantorova     |          |
| 2011/12 | Tim Lindgren          | Calle Lindh         | Grant Jampolsky     |          | Greta Small                  | Rikke Gasmann-Brott          | Anna Sorokina         |          |
| 2012/13 | Adam Zampa            | Johan Öhagen        | Cameron Smith       |          | Greta Small                  | Rikke Gasmann-Brott          | Caroline Barry        |          |
| 2013/14 | Maciej Bydlinski      | Adam Barwood        | Willis Feasey       |          | Barbara Kantorova            | Greta Small                  | Lavinia Chrystal      |          |
| 2014/15 | Adam Zampa            | Hig Roberts         | Nolan Kasper        |          | Greta Small                  | Sabina Majerczyk             | Jessica Haslau        |          |
| 2015/16 | Adam Zampa            | Manuel Feller       | Andreas Zampa       |          | Piera Hudson                 | Eliza Grigg                  | Mina Fürst Holtmann   |          |
| 2016/17 | Willis Feasey         | Adam Zampa          | Michael Ankeny      |          | Greta Small                  | Rikke Gasmann-Brott          | Julia Mutschlechner   |          |
| 2017/18 | Krystof Kryzl         | Andreas Zampa       | Magnus Walch        |          | Sara Hector                  | Estelle Alphand              | Maria Pietilä Holmner |          |
| 2018/19 | Adam Zampa            | Maarten Meiners     | Sam Maes            | Resultat | Alice Robinson               | Charlotte Chable             | Piera Hudson          | Resultat |

## Tävlingsorter
Tävlingsorter sedan 1996.